# Henry Herbert (7e comte de Carnarvon)
Pour les articles homonymes, voir Henry Herbert et Herbert.
Henry George Reginald Molyneux Herbert, 7e comte de Carnarvon (19 janvier 1924 - 11 septembre 2001) est un pair britannique et directeur de course de la reine Élisabeth II à partir de 1969. Il est le fils unique d'Henry Herbert (6e comte de Carnarvon) et de sa femme Catherine Wendell. De sa naissance à septembre 1987, il est connu sous le titre de courtoisie Lord Porchester. Il possède le siège de la famille, le château de Highclere.

## Mariage et enfants
Comme son père, Carnarvon (alors connu sous son titre de courtoisie Lord Porchester) est tombé amoureux d'une Anglo-Américaine, Jean Margaret Wallop (1935–2019), de Big Horn, Wyoming. Cette famille américaine Wallop fait également partie de la noblesse anglaise, étant descendante des comtes de Portsmouth ; Oliver Wallop, 8e comte de Portsmouth, est le grand-père de Jean Margaret Wallop. Ils se marient le 7 janvier 1956 dans l'église épiscopale de St. James à New York.
Le comte et la comtesse de Carnarvon ont trois enfants :
- George Reginald Herbert, 8e comte de Carnarvon (né le 10 novembre 1956). Il épouse Jayne Wilby le 16 décembre 1989, avec qui il a deux enfants et divorce en janvier 1998. Il épouse ensuite Fiona Aitken le 18 février 1999 avec qui il a un fils :
  - Saoirse Herbert (née le 2 juin 1991)
  - George Kenneth Oliver Molyneux Herbert, Lord Porchester (né le 13 octobre 1992), l'héritier des titres
  - Edward Herbert (né le 10 octobre 1999)
- Henry « Harry » Malcolm Herbert (2 mars 1959), qui épouse Francesca Bevan en 1992. Ils ont trois enfants :
  - Chloe Victoria Herbert (née en 1994)[8]
  - Francesca Jeanie Herbert (née le 21 novembre 1995)
  - William Henry Herbert (né le 14 novembre 1999)
- Carolyn Penelope Herbert[9] (née le 27 janvier 1962), qui épouse John Frederick Rufus Warren, directeur de course de la reine Élisabeth[10], en 1985. Ils ont trois enfants :
  - Jake James Warren (né en 1986), qui épouse Zoe Inez Stewart, fille d'Andrew Clyde Stewart, 14e comte de Galloway, en 2013
  - Susanna Warren (née en 1988)
  - Alexander Edward Warren (né en 1994)

## Carrière
Il sert comme lieutenant dans les Royal Horse Guards, puis devient colonel honoraire du 116th (Hampshire Fortress) Engineer Regiment (Territorial Army).
Lord Carnarvon est surtout connu comme un ami personnel de longue date de la reine Élisabeth II et comme le directeur de ses écuries de course. La reine appelle Lord Carnarvon « Porchey », du nom du titre de courtoisie qu'il utilise avant de devenir comte de Carnarvon à la mort de son père, le sixième comte de Carnarvon, en 1987. Il possède également le siège de la famille, le château de Highclere, où la famille reçoit occasionnellement des visites de la reine. Après sa propre mort, John Warren, un ancien garçon d'écurie qui a travaillé avec Lord Carnarvon dans son haras et épousé sa fille Carolyn, lui succède comme directeur des courses de la reine.
Carnarvon est un membre indépendant du Conseil du comté de Hampshire (bien qu'il ait plus tard siégé comme conservateur) et en est devenu le président. Il est également président du Conseil de planification économique du Sud-Est.
Il est investi comme chevalier commandeur de l'ordre royal de Victoria (KCVO) en 1982.
Il meurt le 11 septembre 2001 à l'âge de 77 ans des suites d'un infarctus du myocarde.

## Dans la fiction
Il est présenté comme un personnage très lié avec la reine dans les trois premières saisons de la série de Netflix The Crown, interprété par Joseph Kloska dans les deux premières saisons et John Hollingworth dans la troisième saison.